# František Cuřín
František Cuřín (30. ledna 1913, Bechyňská Smoleč (u Tábora) – 13. září 1988, Praha) byl český vysokoškolský učitel a jazykovědec, zabývající se v rámci oboru bohemistiky jak historií, vývojovými tendencemi a dialektologií českého jazyka, tak i českou toponomastikou.

## Život a dílo
František Cuřín studoval na táborském gymnázium, kde i pod vlivem tamějšího filologa a učitele Josefa Straky (1876–1963) obrátil svoji studijní pozornost k jazykovědě (např. místní toponomastice). Následně vystudoval v 30. letech 20. století – jako žák indoevropeisty Oldřicha Hujera, slavisty Miloše Weingarta, bohemisty Emila Smetánky a bohemisty a onomastika Vladimíra Šmilauera – na Filozofické fakulty Univerzity Karlovy v Praze, posléze se až do roku 1954, kdy se navrátil opětovně na univerzitu a započal pedagogicky působiti na Pedagogické fakultě UK, věnoval od svého ukončení univerzitního studia středoškolské učitelské dráze.

### Publikační činnost (výběr)
Dle Souborného katalogu Národní knihovny České republiky (NK ČR) je František Cuřín autorem těchto níže uvedených knih:

#### Česká dialektologie a toponomastika
- Kapitoly z dějin českých nářečí a místních i pomístních jmen. 1. vyd. Praha: Universita Karlova, 1969. 150 S. (pozn.: 500 výtisků)
- Studie z historické dialektologie a toponomastiky Čech. 1. vyd. Praha: Univerzita Karlova, 1967. 186 S. (pozn.: 500 výtisků)
- Historický vývoj označování rodiny a rodinné příslušnosti v českých nářečích. Praha: Nakladatelství Československé akademie věd, 1964. 69 S. (pozn.: vydáno 800 výtisků)

#### Vývoj českého jazyka a slavistika
- Cuřín, František; Cirklová, Marie. Základy slavistiky: určeno pro posluchače pedagogických fakult. České Budějovice: Pedagogická fakulta, 1981. 155 S. (pozn.: 700 výtisků)
- Vývoj spisovné češtiny: vysokoškolská učebnice pro studenty filozofických a pedagogických fakult. 1. vyd. Praha: Státní pedagogické nakladatelství, 1985. 180 S.
- Cuřín, František; Novotný, Jiří. Vývojové tendence současné spisovné češtiny a kultura jazyka. 1. vyd. Praha: Státní pedagogické nakladatelství, 1974. 106 S.
- Cuřín, František a kol. Vývoj českého jazyka a dialektologie: učebnice pro pedagogické fakulty. (několikero vydání)
  - (Pozn.: 2. vyd. Praha: SPN, 1971. 212 S.; 3. vyd. Praha: SPN, 1975. 212 S.; 4. vyd. Praha: SPN, 1977. 213 S.)

#### Výbor z uveřejněných článků
- Stručná charakteristika prvních obrozeneckých gramatik. Práce z dějin slavistiky X, 1985. 191-198 S.[7]
- Nejstarší obrozenecké divadlo a obrozenecká čeština. Naše řeč, ročník 68 (1985), číslo 5, 225-229 S.